# Taschtagol
Taschtagol (russisch Таштагол) ist eine Stadt in der Oblast Kemerowo (Russland) mit 21.980 Einwohnern (Stand: 1. Januar 2021).
Die Stadt liegt im nach dem Volk der Schoren Bergschorien (Gornaja Schoria) genannten Bergland südlich des Kusbass, etwa 150 km südlich von Nowokusnezk, am Fluss Kondoma. Das Klima ist kontinental.
Die Stadt Taschtagol ist Verwaltungszentrum des gleichnamigen Rajons. Taschtagol ist seit 1940 über eine Eisenbahnstrecke sowie eine parallel verlaufende Straße über Kaltan und Ossinniki mit Nowokusnezk verbunden.

## Geschichte
Taschtagol entstand 1939 als Siedlung beim dortigen Eisenerzbergwerk. Der Ortsname ist von den turkisch-mongolischen Wörtern für steiniges Tal bzw. Schlucht abgeleitet. 1963 erhielt der Ort Stadtrecht.

### Bevölkerungsentwicklung
| Jahr | Einwohner |
| ---- | --------- |
| 1959 | 17.067    |
| 1970 | 25.142    |
| 1979 | 24.437    |
| 1989 | 26.274    |
| 2002 | 23.363    |
| 2010 | 23.134    |

Anmerkung: Volkszählungsdaten

## Kultur und Sehenswürdigkeiten
In Taschtagol gibt es ein Städtisches Heimatmuseum mit angeschlossenem Museum für Ethnographie und Natur Bergschoriens (Музей этнографии и природы Горной Шории).

## Wirtschaft
Die Eisenerzförderung für die Stahlwerke des Kusbass bestimmt die Wirtschaft von Taschtagol und Umgebung. Daneben gibt es Betriebe der Baumaterialienwirtschaft.

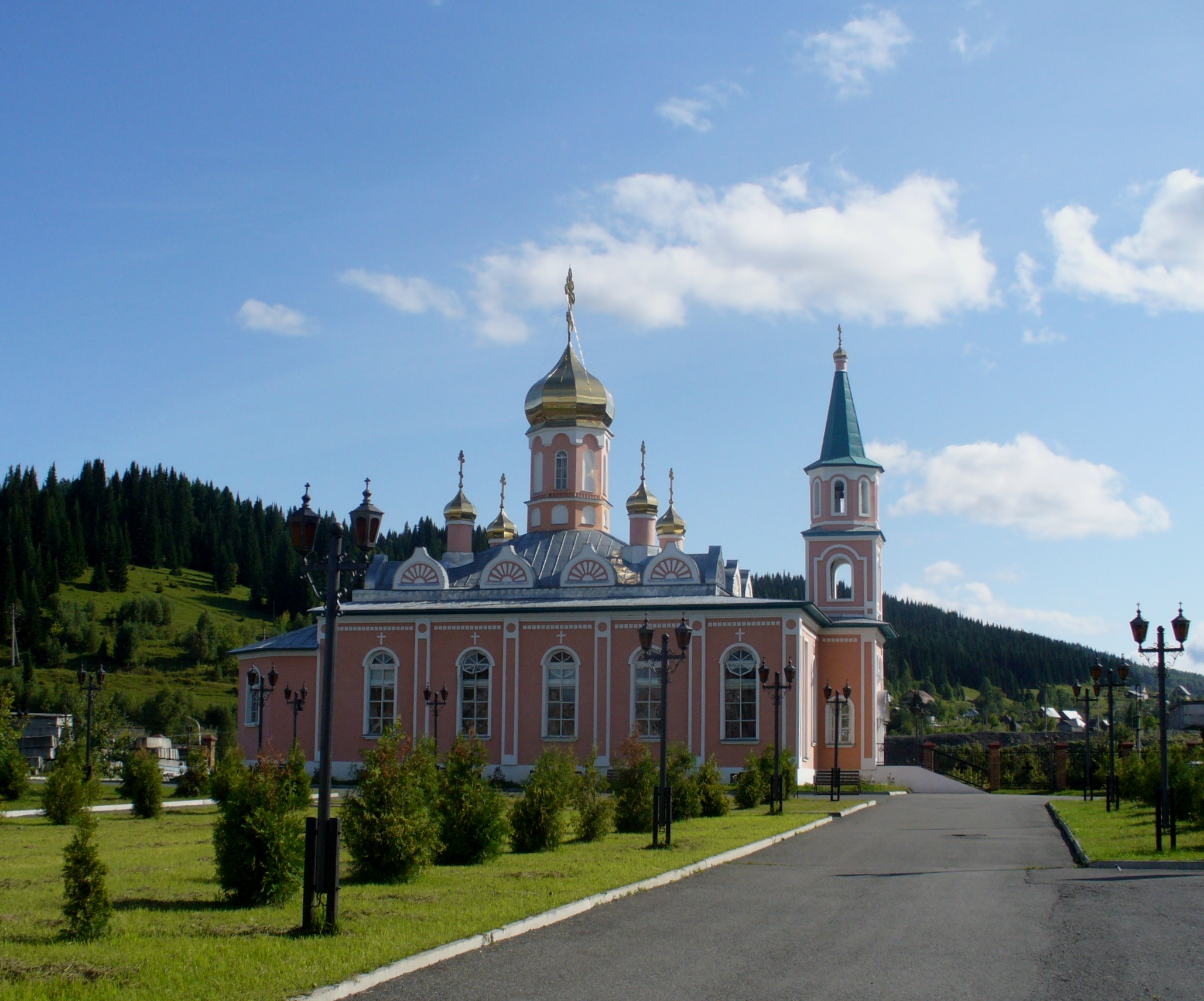
Kirche in Taschtagol
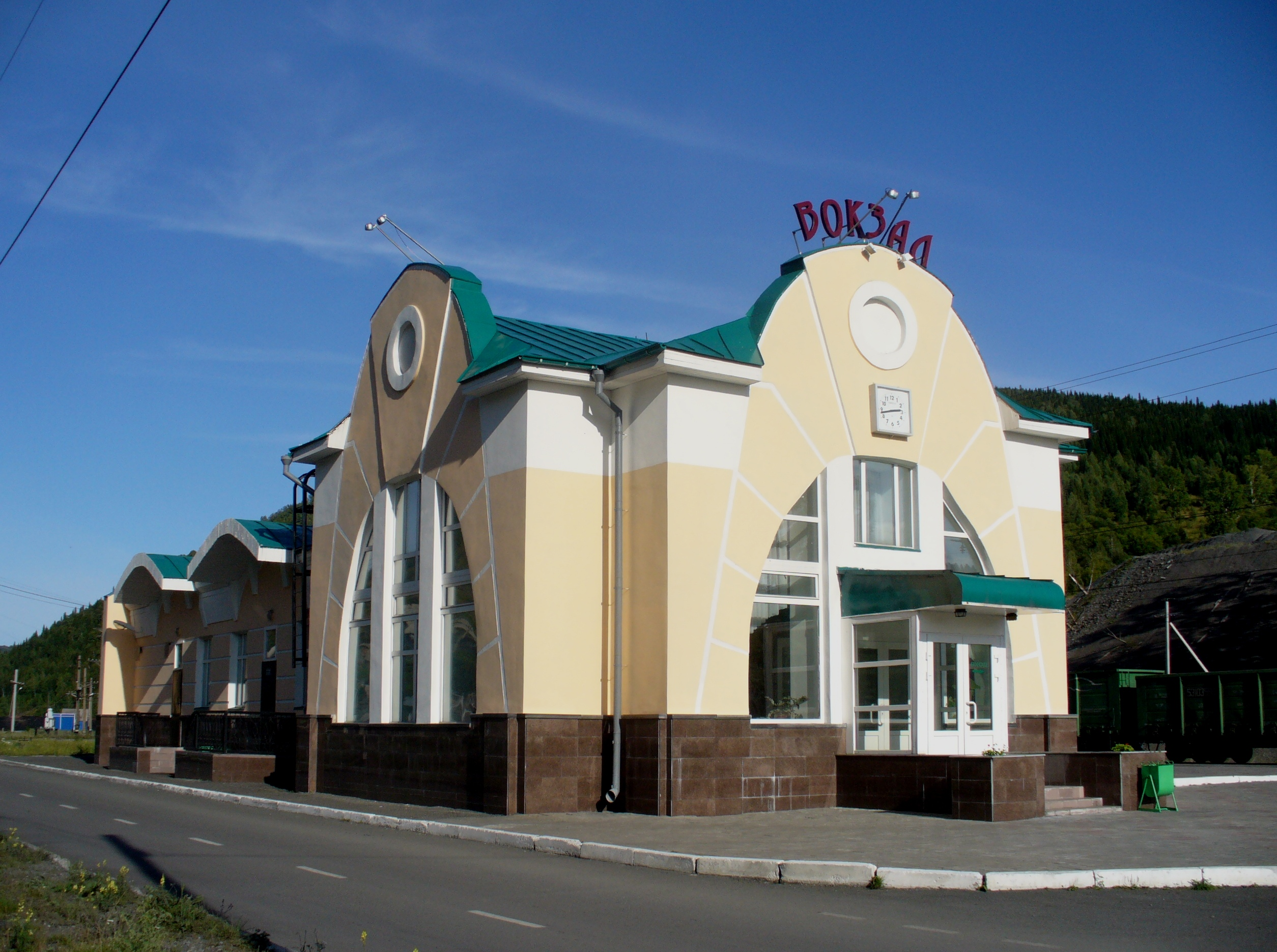
Bahnhof Taschtagol

## Söhne und Töchter der Stadt
- Sergej Newerow (* 1961), Politiker
- Denis Salagajew (* 1979), Snowboarder
- Stanislaw Detkow (* 1980), Snowboarder
- Swetlana Boldykowa (* 1982), Snowboarderin
- Alexander Belkin (* 1983), Snowboarder
- Andrei Boldykow (* 1983), Snowboarder
- Olga Golowanowa (* 1983), Snowboarderin
- Andrei Sobolew (* 1989), Snowboarder
- Natalja Sobolewa (* 1995), Snowboarderin
- Waleri Kolegow (* 1995), Snowboarder
- Dmitri Sarsembajew (* 1997), Snowboarder
- Kristina Paul (* 1998), Snowboarderin